# M1-es metróvonal (Isztambul)
Az isztambuli M1-es metróvonal Isztambul első metróvonala, melyet 1989. szeptember 3-án adtak át. 1994-től M1A és M1B jelzéssel közlekednek a járatok, útvonaluk Yenikapı és Otogar között azonos. Az M1-es vonal színe: piros.

## Állomáslista
| M1A metróvonal Yenikapı ↔ Atatürk Havalimanı (Airport) M1B metróvonal Yenikapı ↔ Kirazlı |         |                                           |           |         |
| Útvonal                                                                                  | Útvonal | Állomás (török név)                       | Átszállás | Szakasz |
|                                                                                          |         |                                           |           |         |
| ●                                                                                        | ●       | Yenikapı                                  |           |         |
| ●                                                                                        | ●       | Aksaray                                   |           |         |
| ●                                                                                        | ●       | Emniyet - Fatih                           |           |         |
| ●                                                                                        | ●       | Topkapı - Ulubatlı                        |           |         |
| ●                                                                                        | ●       | Bayrampaşa - Maltepe                      |           |         |
| ●                                                                                        | ●       | Sağmalcılar                               |           |         |
| ●                                                                                        | ●       | Kocatepe                                  |           |         |
| ●                                                                                        | ●       | Otogar (Coach Station)                    |           |         |
| ●                                                                                        | /       | Esenler                                   |           |         |
| ●                                                                                        | /       | Menderes                                  |           |         |
| ●                                                                                        | /       | Üçyüzlü                                   |           |         |
| ●                                                                                        | /       | Bağcılar - Meydan                         |           |         |
| ●                                                                                        | /       | Kirazlı                                   |           |         |
| /                                                                                        | ●       | Terazidere                                |           |         |
| /                                                                                        | ●       | Davutpaşa - YTÜ                           |           |         |
| /                                                                                        | ●       | Merter                                    |           |         |
| /                                                                                        | ●       | Zeytinburnu                               |           |         |
| /                                                                                        | ●       | Bakırköy - İncirli                        |           |         |
| /                                                                                        | ●       | Bahçelievler                              |           |         |
| /                                                                                        | ●       | Ataköy - Şirinevler                       |           |         |
| /                                                                                        | ●       | Yenibosna                                 |           |         |
| /                                                                                        | ●       | DTM - İstanbul Fuar Merkezi (Expo Center) |           |         |
| /                                                                                        | ●       | Atatürk Havalimanı (Airport)              |           |         |
|                                                                                          |         |                                           |           |         |

## Fordítás
- Ez a szócikk részben vagy egészben  a   M1 (Istanbul Metro) című angol Wikipédia-szócikk fordításán alapul.  Az eredeti cikk szerkesztőit annak laptörténete sorolja fel. Ez a jelzés csupán a megfogalmazás eredetét és a szerzői jogokat jelzi, nem szolgál a cikkben szereplő információk forrásmegjelöléseként.
- Ez a szócikk részben vagy egészben  a   M1 hattı című török Wikipédia-szócikk fordításán alapul.  Az eredeti cikk szerkesztőit annak laptörténete sorolja fel. Ez a jelzés csupán a megfogalmazás eredetét és a szerzői jogokat jelzi, nem szolgál a cikkben szereplő információk forrásmegjelöléseként.